# 越野车
越野車是一種專門為了野外崎嶇不平的地形而特别設計的汽車，其主要特點是四輪驅動、較高的底盤、抓地性較好的輪胎、較高的排氣管、較大的馬力與扭力和粗大结實的車身與保險桿。
通常本車類以吉普車為代表，越野车是ORV-Off Road Vehicle，运动型车是SUV，后者还是要在道路上行驶的。沙灘車又是一種特化於鬆軟地表行駛的越野車亞分類了。
越野車不但可以在野外適應各種路面狀况，而且給人一種粗獷豪邁的感覺，因此在城市裡也有很多人喜歡以越野車代步，雖然其油耗表現不甚理想。

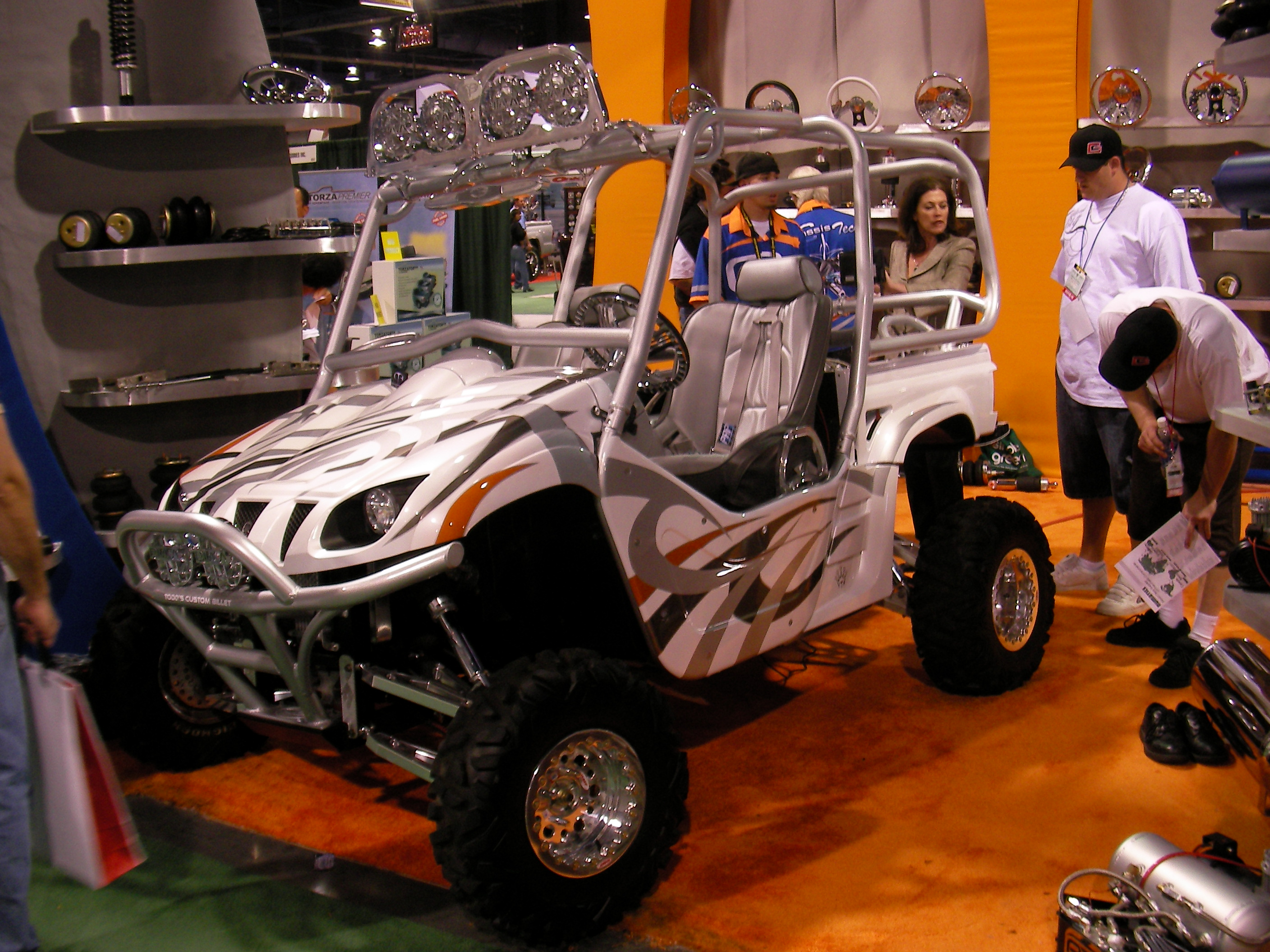
改裝型山葉犀牛
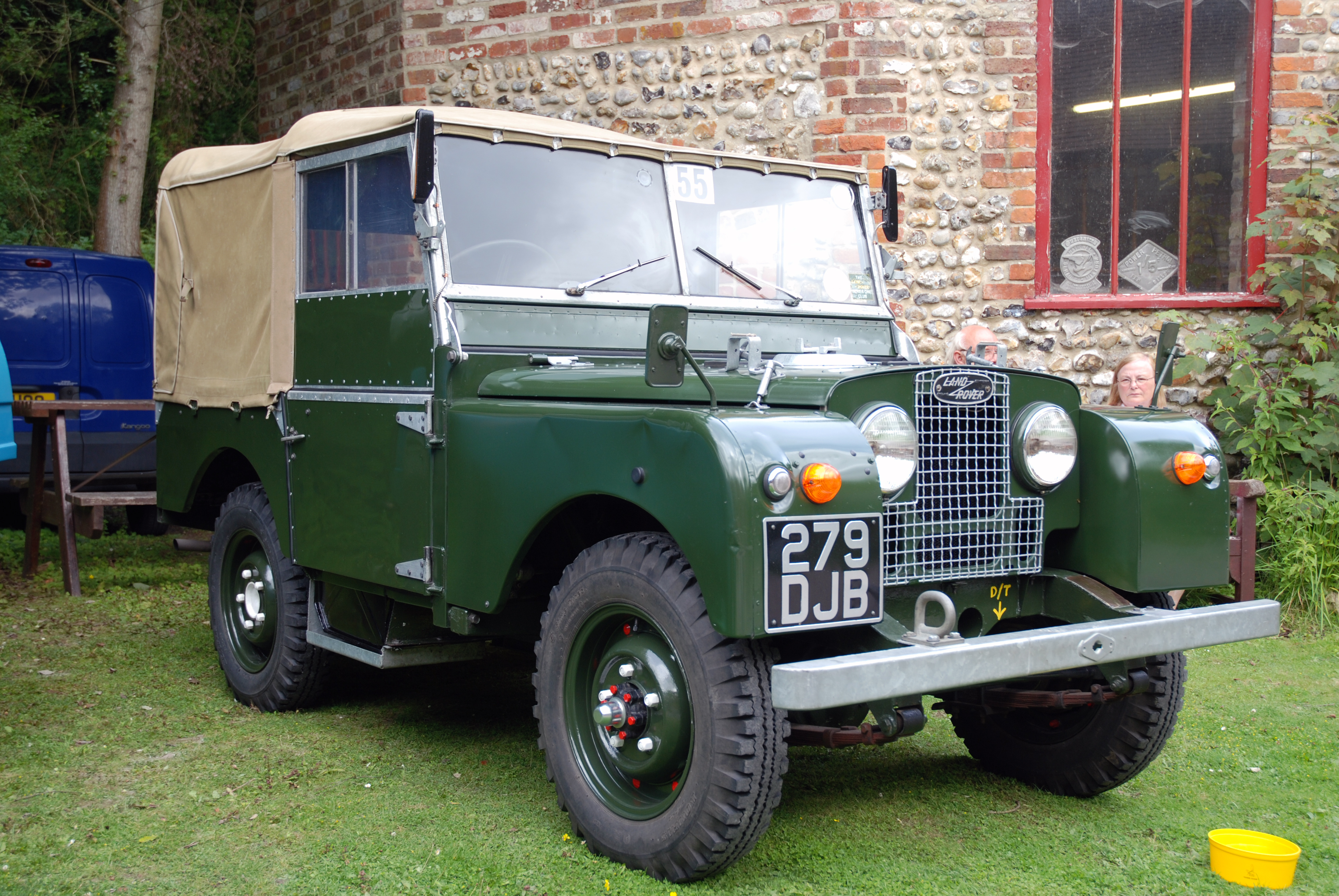
越野路華第一代
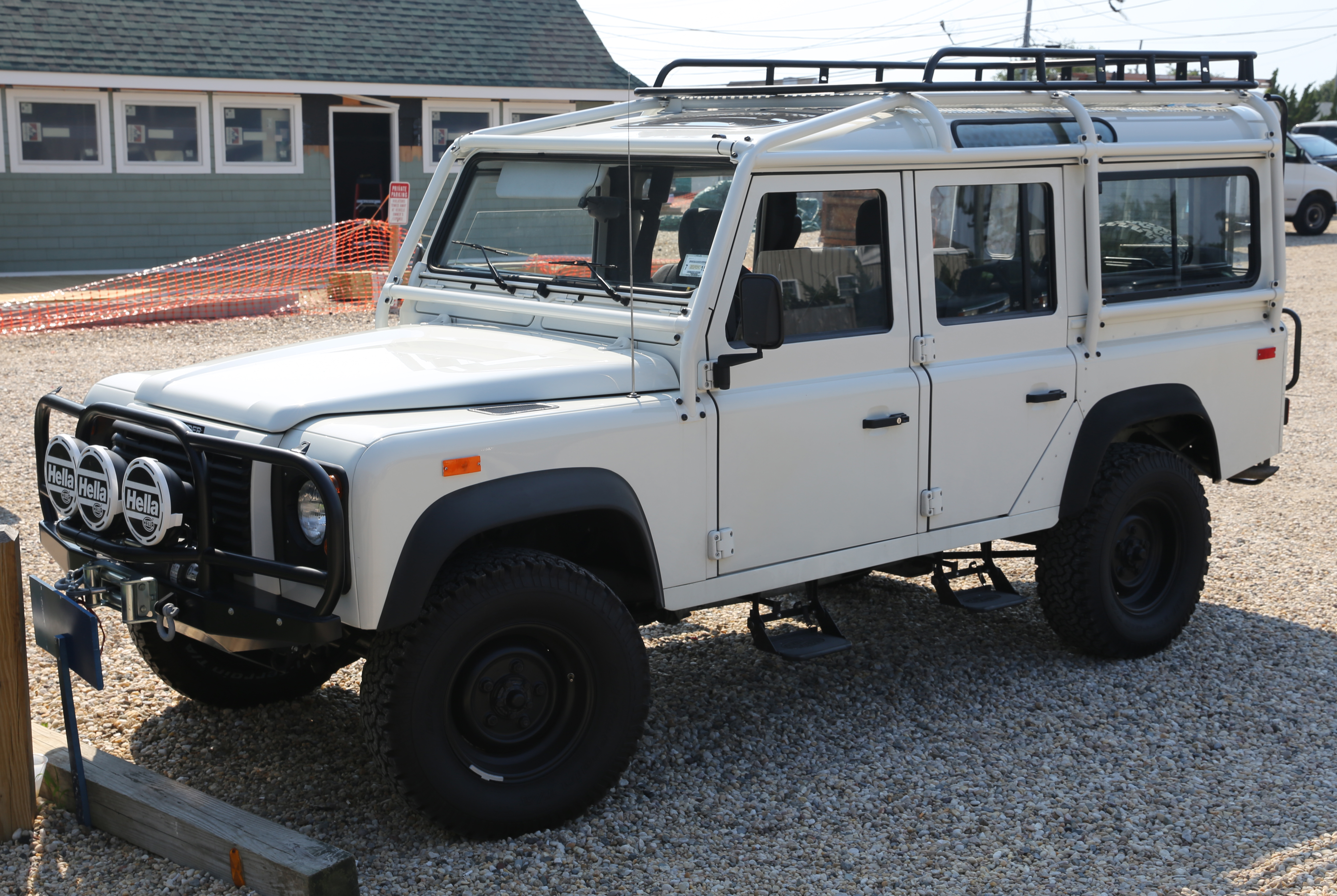
越野路華衛士
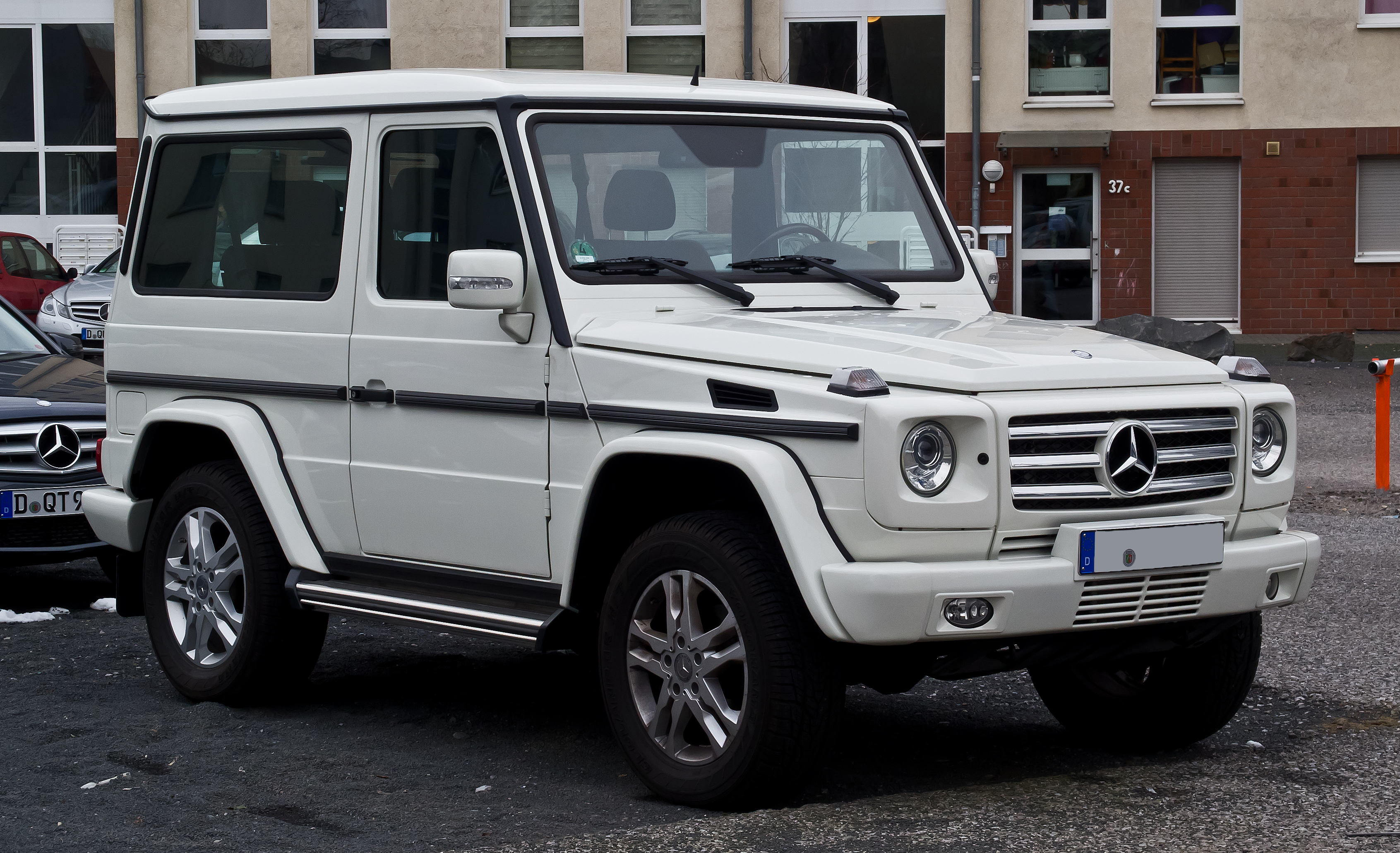
梅賽德斯-賓士G系列

## 參看
- 全地形車